# Ulița, Argeș
Ulita este un sat în comuna Bălilești din județul Argeș, Muntenia, România.